# Vieilley
Vieilley és un municipi francès situat al departament del Doubs i a la regió de Borgonya - Franc Comtat. L'any 2007 tenia 709 habitants.

## Demografia

### Població
El 2007 la població de fet de Vieilley era de 709 persones. Hi havia 264 famílies de les quals 56 eren unipersonals (24 homes vivint sols i 32 dones vivint soles), 88 parelles sense fills, 116 parelles amb fills i 4 famílies monoparentals amb fills.
La població ha evolucionat segons el següent gràfic:
Habitants censats

### Habitatges
El 2007 hi havia 303 habitatges, 273 eren l'habitatge principal de la família, 17 eren segones residències i 13 estaven desocupats. 267 eren cases i 35 eren apartaments. Dels 273 habitatges principals, 211 estaven ocupats pels seus propietaris, 52 estaven llogats i ocupats pels llogaters i 10 estaven cedits a títol gratuït; 8 tenien dues cambres, 28 en tenien tres, 69 en tenien quatre i 167 en tenien cinc o més. 246 habitatges disposaven pel capbaix d'una plaça de pàrquing. A 102 habitatges hi havia un automòbil i a 161 n'hi havia dos o més.

### Piràmide de població
La piràmide de població per edats i sexe el 2009 era:
| Homes | Edats   | Dones |
| ----- | ------- | ----- |
| 0     | 95 o +  | 0     |
| 0     | 90 a 94 | 0     |
| 0     | 85 a 89 | 4     |
| 0     | 80 a 84 | 8     |
| 12    | 75 a 79 | 8     |
| 20    | 70 a 74 | 8     |
| 4     | 65 a 69 | 24    |
| 20    | 60 a 64 | 4     |
| 20    | 55 a 59 | 20    |
| 12    | 50 a 54 | 16    |
| 16    | 45 a 49 | 8     |
| 32    | 40 a 44 | 28    |
| 24    | 35 a 39 | 24    |
| 32    | 30 a 34 | 32    |
| 16    | 25 a 29 | 4     |
| 20    | 20 a 24 | 16    |
| 24    | 15 a 19 | 12    |
| 16    | 10 a 14 | 8     |
| 20    | 5 a 9   | 20    |
| 8     | 0 a 4   | 24    |

## Economia
El 2007 la població en edat de treballar era de 453 persones, 345 eren actives i 108 eren inactives. De les 345 persones actives 318 estaven ocupades (176 homes i 142 dones) i 27 estaven aturades (7 homes i 20 dones). De les 108 persones inactives 36 estaven jubilades, 34 estaven estudiant i 38 estaven classificades com a «altres inactius».

### Ingressos
El 2009 a Vieilley hi havia 279 unitats fiscals que integraven 733 persones, la mediana anual d'ingressos fiscals per persona era de 18.904 €.

### Activitats econòmiques
Dels 16 establiments que hi havia el 2007, 3 eren d'empreses de fabricació d'altres productes industrials, 9 d'empreses de construcció, 2 d'empreses de comerç i reparació d'automòbils, 1 d'una empresa immobiliària i 1 d'una empresa de serveis.
Dels 7 establiments de servei als particulars que hi havia el 2009, 1 era un paleta, 5 fusteries i 1 lampisteria.
L'únic establiment comercial que hi havia el 2009 era una botiga de menys de 120 m².
L'any 2000 a Vieilley hi havia 7 explotacions agrícoles que ocupaven un total de 300 hectàrees.

## Equipaments sanitaris i escolars
El 2009 hi havia una escola elemental.

## Poblacions més properes
El següent diagrama mostra les poblacions més properes.